# Wespen
Wespen è una frazione di 238 abitanti della città tedesca di Barby, situata nel land della Sassonia-Anhalt. 
Già comune autonomo, il 1º gennaio 2010 è stata accorpato a Barby assieme agli altri comuni soppressi di Groß Rosenburg, Breitenhagen, Glinde, Lödderitz, Pömmelte, Sachsendorf, Tornitz e Zuchau.